# Killen (Segeln)

Der killende, obere Anteil des Achterlieks einer Genua.

Killen (von mittelniederdeutsch: kĩlen) bezeichnet das Flattern eines Segels oder Segelteils. Grund für das Flattern sind Verwirbelungen des Windes entlang des Segels aufgrund falscher Einstellungen des Segelprofils, des Anstellwinkels oder weil das Schiff im Wind steht. Killen entwickelt hohe Kräfte und führt zu erhöhtem Verschleiß insbesondere im Bereich der Segelnähte (die sich lösen oder ausreißen) und der Lieken (die ausleiern oder im Extremfall einreißen können).
Besonders gefährlich ist das Killen eines größeren Vorsegels bei starkem Wind. Hier können durch das Segel und schlagende Schoten schwere Verletzungen entstehen. Steht das Boot im Wind und killt dadurch das Großsegel, besteht zudem erhebliche Gefahr durch den herumschlagenden Großbaum.
Das Killen kann durch Kursänderungen im Sinne von Anluven und Abfallen oder, wenn man nicht zu sehr im Wind steht, durch Anpassung des Segeltrimms  beendet werden. Ein ausgeleiertes Achterliek kann durch leichtes Anziehen (max. 1 cm) der Liekleine beruhigt werden. Wird die Liekleine stärker als erforderlich angezogen, bildet sich ein „Sack“, der a) zu einem Strömungsabriss (und damit zu einem Verlust des Vortriebes) führt und b) das Liek zusätzlich ausleiert. Ist ein Segel stark ausgereckt (verzogen) oder schlecht geschnitten, ist die Einstellung eines guten Segelprofils nicht möglich und Teile des Segels killen unabhängig von Kurs und Segeltrimm.